# Сюбун
Тенсьо Сюбун (1380-ті — 1444/1450 або 1463) — японський художник періоду Муроматі.

## Життєпис
Народився приблизно наприкінці 1380-х років у провінції Омі, а професійно малювати став 1403 року. За іншими свідченнями, народився близько 1414 року. Проте остання версія народження є дещо сумнівною з огляду на згадку про нього в записі про дипломатичну місію до Кореї 1423 року. Сюбун відповідав за доставку друкованих видань корейської збірки буддистських сутр. За іншими джерелами, в цей час він мав офіційну посаду «головного секретаря» (цукансу) монастиря Сьококу-дзі.
Навчався живопису в Дзосецу з монастиря Сьококудзі в Кіото. Згодом став наглядачем за будівлями і майданчиками цього монастиря. 1438 року працював над замовленнями імператорського двору. Невдовзі після цього призначається придворним живописцем — головою Академії живопису (ґойо-есі). Малював під псевдонімом «Еккей». Учнями Сюбуна були Сессю і Кано Масанобу. Помер, за різними версіями, між 1444 і 1450 роками або близько 1463 року.

## Творчість
Вважається одним з основоположників жанру суйбоку в Японії. Характерною рисою стилю є композиційне рішення простору картини. Хоча окремі елементи композиції — скелі і каміння, дерева, гори і вдома — взяті від китайських майстрів Ся Гуя і Ма Юаня, Сюбун розміщує їх у просторі картини, використовуючи неповторну манеру малювання. Пейзажі Сюбуна зображують світ якоїсь іншої реальності, майже штучний. Подібне трактування пейзажу «сновидінь» у китайському живописі з'явилося набагато пізніше. Це досягається завдяки створенню малюнків блідими фарбами по паперу.
Поєднував китайські жанри «гори і вода» і «птахи і квіти», що був відомий як стиль суміе. Головною рисою було відображення реальності. Також відомий тим, що розмальовував тушшю різні буддистські скульптури.